# 达夏甫·明珠里约夫
达夏甫·明珠里约夫（1910年—1965年9月22日），蒙古族，新疆省额敏县人，中华人民共和国官员。

## 生平
达夏甫出生于额敏县一个牧民家庭。1935年，任教于额敏县蒙古学校。1937年调任塔城蒙文报总编辑。在塔城报社期间，兼编辑、记者、翻译工作于一身，受俄国十月革命影响而读过《钢铁是怎样炼成的》等书刊，还参加了“反帝会”、“中苏友好协会”等组织。1942年，回到额敏，此后历任额敏县医院卫生员、学校教员。
1945年，达夏甫参加新疆三区革命。1945年8月，经三区革命临时政府的安排，回到塔城任《人民之声》报总编辑。1945年11月，又被调往伊犁，从事出版蒙文《自由之感》报的工作，先后兼任伊犁蒙文协会秘书长、三区革命青年组织常委、民主革命党常委。他还历任《塔城日报》、《伊犁日报》蒙古文编辑。1947年12月，三区革命临时政府派他任塔城专署副专员。
中华人民共和国成立的1949年12月，成为新疆省人民政府委员会委员。后经中共中央新疆分局书记王震、副书记徐立清及各位委员分别介绍，12月30日，达夏甫等15位新疆各民族干部在中共中央新疆分局所在地迪化市新疆分局办公大楼集体宣誓加入中国共产党（无候补期），达夏甫成为中华人民共和国时期中国共产党在新疆发展的首批少数民族党员之一。
此后，达夏甫历任新疆省人民政府畜牧厅厅长，新疆维吾尔自治区畜牧厅厅长，新疆省人民协商委员会副主席，新疆维吾尔自治区第一至三届政协副主席。1954年，达夏甫当选第一届全国人民代表大会代表。1955年10月，中国共产党新疆维吾尔自治区委员会成立，是为第一届党委委员。
1965年9月22日，达夏甫因车祸逝世，享年53岁。